# Cymbidiinae
Cymbidiinae – podplemię roślin z rodziny storczykowatych (Orchidaceae). Obejmuje 11 rodzajów. Rośliny te występują w Ameryce Środkowej i Ameryce Południowej.

## Systematyka
Podplemię sklasyfikowane do plemienia Cymbidieae z podrodziny epidendronowych (Epidendroideae) w rodzinie storczykowatych (Orchidaceae), rząd szparagowce (Asparagales) w obrębie roślin jednoliściennych.
Wykaz rodzajów
- Acriopsis Reinw. ex Blume
- Ansellia Lindl.
- Claderia Hook. f.
- Cymbidium Sw.
- Cyperorchis Blume
- Dipodium R.Br.
- Grammatophyllum Blume
- Graphorkis Thouars
- Porphyroglottis Ridl.
- Thecopus Seidenf.
- Thecostele Rchb. f.